# Palacio Toaldi Capra

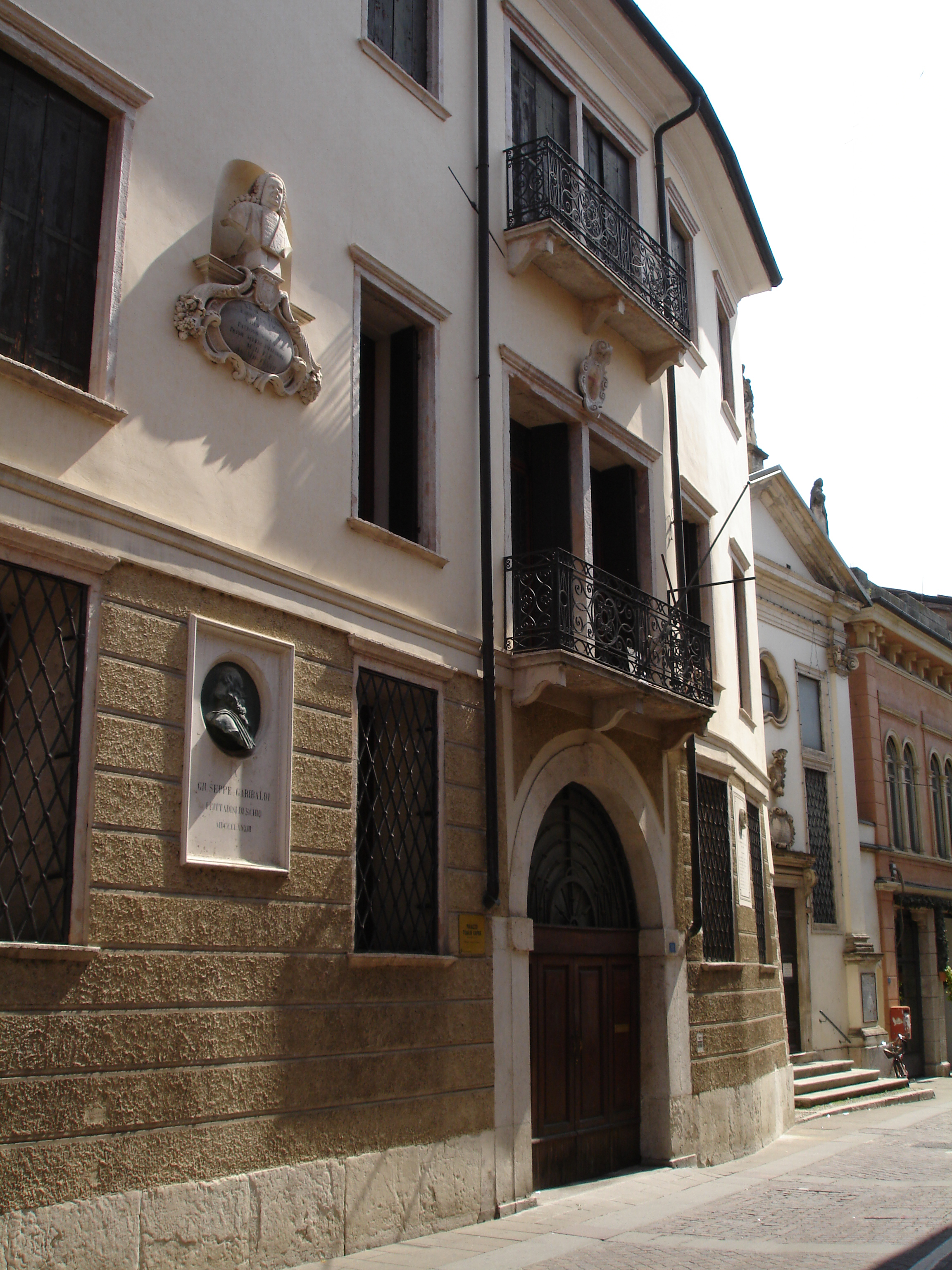
Fachada del palacio

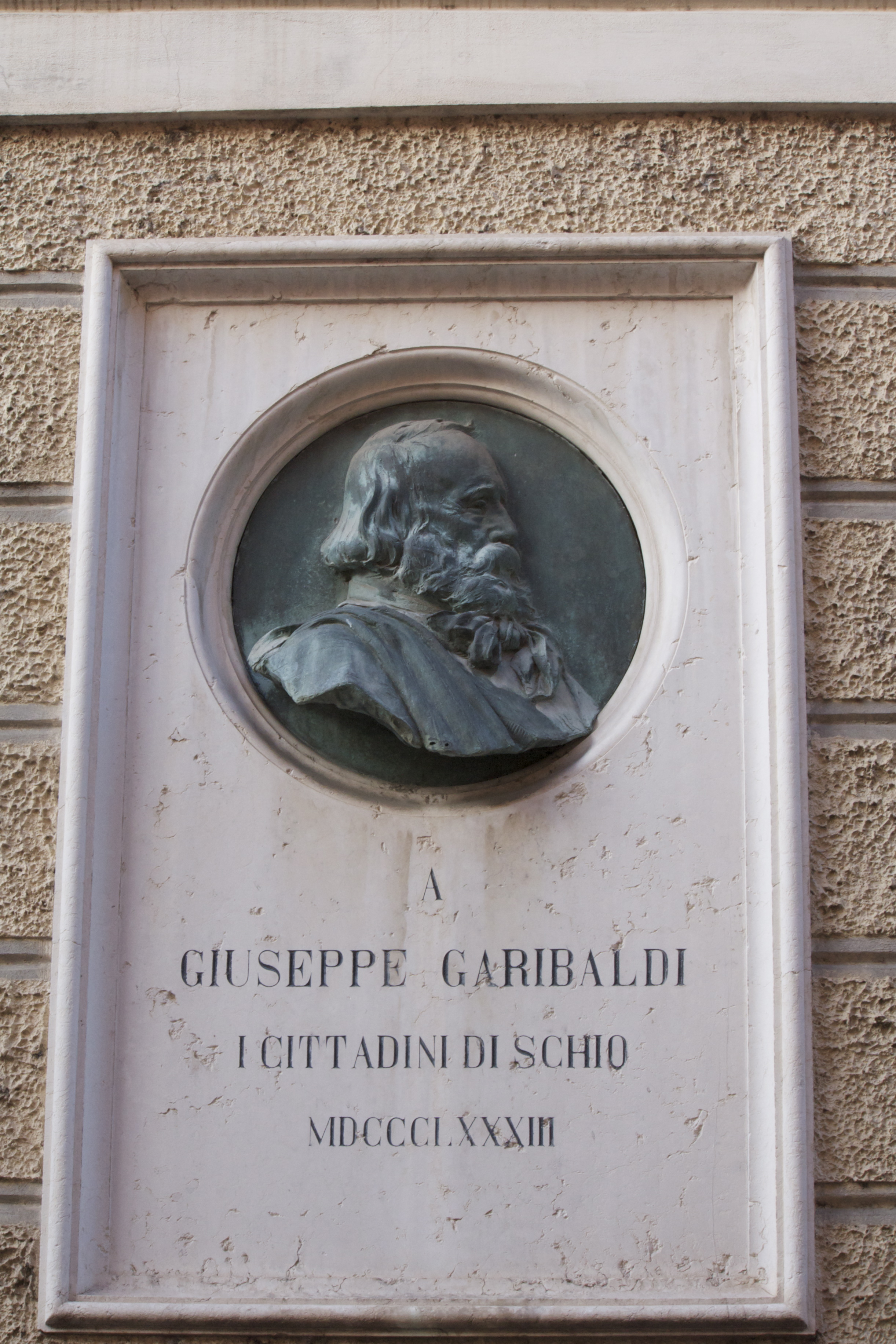
Monumento dedicado a Garibaldi

Palacio Toaldi Capra es un edificio histórico de Schio, situado en la céntrica calle Pasubio.

## Historia
El edificio surgió durante el siglo XIV como residencia de la familia veneciana da Pozzo (de la cual procede la antigua denominación del palacio “ca’ da Pozzo”), pero fue gravemente modificado durante los años y siglos siguientes, como consecuencia de los varios cambios de propiedad, al punto que el edificio actual se puede datar, como estructura general, al siglo XV. El palacio quedó a los da Pozzo al menos hasta el año 1512, pasó después a las familias Toaldi antes y Capra luego: a mediados del siglo XVII resultaba propiedad de Giovan Battista Capra; este último pondrá en venta la residencia en 1668. En la segunda mitad del siglo XVIII fue adquirido por el ayuntamiento de Schio, que lo destinó a nuevo destino del Monte de piedad ciudadano, anteriormente situado en la “loggia dei Battuti” de San Juan. Posteriormente alojó la sede municipal hasta la transferencia a Palacio Garbin del 1914. Durante el periodo fascista fue sede de la 44.ª Legione Volontaria di Sicurezza Nazionale, y, probablemente, todas las estructuras relacionadas con la actividad del partido, hasta la transferencia de las mismas ante el Villino Rossi, ocurrido en el 1936. Después la Segunda Guerra Mundial, se convirtió en sede de institutos superiores; después una cuidadosa restauración conversadora realizada en el 1980, se ha convertido a sede de exposiciones y conferencias.
Hasta a los años ochenta, venía comúnmente denominado de manera inapropiada Palacio Tron.

## Descripción
Al exterior el edificio es caracterizado por una leve asimetría, que denuncia el antiguo origen. El cinturón en la planta baja presenta un enlucido crudo decorado con bandas horizontales, las plantas superiores presentan en vez un enlucido suave. La fachada está perforada por numerosas ventanas rectangulares, monóforas a los lados, bíforas dotadas de balcón en la parte central. El portal de ingreso es formado por un arco de medio punto de piedra. La fachada del palacio presenta algunos elementos decorativos: un busto marmóreo del 1772 de Nicolò Tron esculpido por Pietro Danieletti; un busto bronceado incorporado en una cornisa de mármol dedicado a Giuseppe Garibaldi, ópera de Carlo Lorenzetti del 1882, conocido por ser el primer monumento dedicado a Garibaldi a estar realizado. Por último una lápida recuerda los muertos por la Unificación de Italia. La parte descubierta atrás del edificio, posteriormente a las restauraciones realizadas en los años ochenta, fue reutilizada como pequeña arena, utilizada para espectáculos de distinta naturaleza.
Por dentro, l’edificio presenta numerosas habitaciones, una de las cuales, situada en el primer piso, adornada con frescos descubiertos durante la restauración y que representan escenas del evangelio y que datan al primer cuatrocientos.